# Kathleen Blackshear
Kathleen Blackshear (Navasota, 6 de junio de 1897-Navasota, 14 de octubre de 1988) fue una artista modernista estadounidense conocida por sus representaciones de personas afroamericanas.

## Biografía
Kathleen Blackshear nació el 6 de junio de 1897 en Navasota, cerca del cinturón de algodón o Cotton Belt de Texas. Era hija única  de Edward Duncan Blackshear y May (Terrell) Blackshear. Pasó gran parte de su juventud en plantaciones de algodón propiedad de su familia, por lo que se relacionó con los hijos de los trabajadores del campo afroamericanos, lo que influyó en su carrera posterior.
En 1914, Blackshear se graduó en el Navasota High School y desde una edad temprana mostró su interés por el arte. En 1917 se licenció en idiomas modernos en la Universidad de Baylor, y después comenzó a estudiar en la Liga de estudiantes de arte de Nueva York.  Algunos de sus profesores en esta institución fueron Solon Borglum, George Bridgman y Frank DuMond. En 1918 se fue de Nueva York para viajar por regiones de Texas, California y Europa mientras realizaba algún trabajo esporádico, como pintar películas a mano o diseñar carteles de cine en Los Ángeles.
En 1924, Blackshear retomó sus estudios de arte en la School of the Art Institute of Chicago (SAIC), donde estudió con John Norton, Charles Fabens Kelley, William Owen y la historiadora del arte Helen Gardner, con quien mantuvo la amistad durante toda la vida. Estudió pintura y artes gráficas y en 1940 Blackshear consiguió un máster en esta institución.

## Labor docente y como ilustradora
Desde 1926 y hasta su jubilación en 1961, Blackshear comenzó a impartir historia del arte y prácticas de estudio en la School of the Art Institute of Chicago. Era conocida por ser mentora de artistas afroamericanos como Margaret Burroughs, y también por presentar a sus estudiantes el arte africano y asiático a través de excursiones a colecciones locales.
Blackshear creó los dibujos analíticos de dos de los libros de Helen Gardner: Art Through the Ages (1926), uno de los primeros libros de texto de la historia del arte estadounidense que incorporó arte no occidental, y Understanding the Arts (1932).  También realizó ilustraciones para Art Has Many Faces (1951) de Katharine Kuh.
Por su interés en el arte no occidental, Blackshear y Gardner eran consideradas influencia clave en el estilo distintivo de los artistas de la posguerra de Chicago.

## Carrera artística
Influenciada por varias corrientes del modernismo, entre ellas el posimpresionismo y el cubismo, Blackshear desarrolló un estilo que incluía formas rotundas y simples y elementos equilibrados y patrones, representados frecuentemente con diagonales y planos inclinados. Sus pinturas recuerdan a artistas regionalistas como el estadounidense Thomas Hart Benton y a modernistas como el francés Fernand Léger, mientras que sus dibujos abstractos evocan al alemán Paul Klee.
Entre 1924 y 1940, la etapa culmen de su carrera, la temática central de su trabajo eran las personas afroamericanas que representaba con calidez y claridad pero sin sentimentalismo. En 1939, el crítico CJ Bulliet la llamó “la pintora más empática y comprensiva del negro estadounidense”.
En 1933, Blackshear también hizo dos dioramas para la Exposición Exposición Universal de Chicago.
Blackshear expuso su trabajo en instituciones regionales como el Museo de Arte de Dallas, el Museo de Bellas Artes de Houston y el Museo de Arte Delgado  de Nueva Orleans. En 1941, realizó su expuso por primera vez de manera individual en un museo, en el Witte Museum en San Antonio, Texas.

## Vida personal
Aunque vivía en Chicago, Blackshear tenía un estudio en Houston y, a menudo, pasaba el verano en Navasota. Compartió su vida con la artista Ethel Spears, a quien probablemente conoció en la School of the Art Institute of Chicago y que murió en 1974.
Blackshear falleció el 14 de octubre de 1988 en Navasota.

## Legado
El trabajo de Blackshear se encuentra en las colecciones del Museo de Arte Moderno de Fort Worth, Texas, en el Museo de Bellas Artes de Houston, y en el Instituto de Arte de Chicago, entre otras instituciones.
En 1990, Blackshear fue la protagonista de una retrospectiva de 1990 en la School of the Art Institute of Chicago titulada A Tribute to Kathleen Blackshear.
Sus documentos y los de Ethel Spears se encuentran en los Archivos de arte estadounidense de la Institución Smithsonian en Washington D. C..

## Otras lecturas
- Tormollan, Carole. A Tribute to Kathleen Blackshear. Chicago: School of the Art Institute of Chicago, 1990.
- Tormollan, Carole. "Kathleen Blackshear" In Women Building Chicago: 1790-1990, edited by Rima Lunin Schultz and Adele Hast, 84–86. Bloomington: Indiana University Press, 2001.
- Weininger, Susan. "Kathleen Blackshear" In Elizabeth Kennedy, ed. Chicago Modern, 1893–1945: Pursuit of the New, 92. Exh. cat. Chicago: Terra Foundation for the Arts, 2004.